# أباتشي أوبن أوفيس
أباتشي أوبن أوفيس (بالإنجليزية: Apache OpenOffice)‏ هو مجموعة البرامج الإنتاجية المكتبية المفتوحة المصدر. وهو واحد من المشاريع التي خلفت OpenOffice.org ويدمج ميزات وتحسينات من شركة آي بي إم لوتس سيمفوني

. أباتشي أوبن أوفيس قريب من ليبر أوفيس ونيو أوفيس. وهو يحتوي على معالج النصوص (الكاتب)، وجداول البيانات (احسب)، تطبيق العرض (العرض)، تطبيق الرسم (رسم)، محرر الصيغة الرياضية (الرياضيات)، وتطبيق إدارة قواعد البيانات (قاعدة بيانات).

## وصلات خارجية
- أباتشي أوبن أوفيس على موقع Open Hub (الإنجليزية)